# Čučuge
Čučuge (cyr. Чучуге) – wieś w Serbii, w okręgu kolubarskim, w gminie Ub. W 2011 roku liczyła 434 mieszkańców.